# Вигант, Рой
Рой Вигант (англ. Roy Alexander Weagant; 29 марта 1881, Моррисбург, Канада, — 23 августа 1942, Квебек, Канада) — радиоинженер, изобретатель. В 1920 году за систему борьбы с помехами при радиоприёме был награждён почетной Премией Морриса Либманна.

## Биография
Рой Вигант родился в Моррисбурге, в канадской провинции Онтарио, недалеко от Монреаля, 29 марта 1881 года. В возрасте 4 лет он с родителями переехал в Дерби Лайн, Вермонт, США. Здесь же он посещал школу.
Именно в это время Рой Вигант впервые познакомился с радиотехникой. Отставной врач в Дерби Лайн, доктор М. Л. Бакстер, увлекался телеграфом и установил связь между своим домом и домами нескольких близких друзей. Отчим Роя Виганта был телеграфистом, и помог Рою наладить связь и между их домами. Доктор Бакстер поощрал увлечение Виганта радиотехникой.
После поступления в подготовительную школу и колледж города Станстед в провинции Квебек, Рой Вигант уделялал особое внимание физике и электричеству. В 1898 году Вигант поступил в Университет Макгилла в Монреале, где в это время преподавал физику сэр Эрнест Резерфорд. Демонстрация Резерфордом принципа магнитного детектора укрепила стремление Виганта к радиотехнике. Через год из-за нехватки средств Вигант вынуждено прервал учебу и начал работать. В 1902 году Рой Вигант возобновил учёбу, накопив к тому времени достаточно средств, и в 1905 году окончил Университет Макгилла в степени бакалавр. Во время учёбы он экспериментировал с радиоволнами и после окончания учёбы его интерес к беспроводной связи возрос.
После окончания учебы Рой Вигант работал в Montreal Light and Power Company в Монреале, а после в Western Electric Company в Нью-Йоркe, в отделе проектирования. В марте 1906 года он уволился, в его характеристике значилось: «проявил значительную оригинальность по предметам общей электроники и особенно проявил себя в детальном проектировании малогабаритных аппаратов».
С 7 мая по 31 октября 1907 года Вигант работал чертёжником в компании Westinghouse Electric and Manufacturing Company, после перешёл в компанию General Electric в Массачусетс. В связи с кризисом в компании, был уволен после двух месяцев работы и перешёл в DeLaval Steam Turbine Company в Трентоне, Нью-Джерси. С 1908 по 1915 годы Рой Вигант работал по контракту в компании Реджинальда Фессендена Fessenden’s National Electric Signaling Company в штате Массачусетс.
В 1915 году Рой Вигант начал работу в Marconi Wireless Telegraph Company of America сначала рядовым разработчиком, а после главным инженером. С 1920 года Вигант был вице-президентом De-Forest Radio Company, преемнике Marconi Wireless Telegraph Company of America.
В 1925 году Вигант вышел в отставку и умер 23 августа 1942 года в Ньюпорте, Вермонт, США, по другим данным в Квебеке, Канада.

## Исследовательская работа
Во время работы в компании Реджинальда Фессендена в 1908—1915 годах Рой Вигант разработал искровой передатчик на 100 кВт для военно-морских сил США, который после установили в Арлингтоне, штат Вирджиния, на первой высокоэнергетической станции ВМФ США. С 1915 года в Marconi Wireless Telegraph Company of America Вигант разработал множество изобретений, в том числе и передатчик панельного типа, который стал стандартом.
С 1918 года Вигант занимается проблемой борьбы с помехами при радиоприёме, и в 1920—1924 годах в качестве инженера-консультанта RCA проводит серию экспериментов для разработки защиты от помех. Зимой 1921—1922 года эксперименты проводились в том числе и на Бермудских островах, но без особого успеха. Тем не менее, Вигант с успехом продолжал разработку направленных антенн и других устройств, предназначенных для снижения помех в трансатлантических радиоканалах связи.
В общей сложности Рой Вигант запатентовал в США более 50 изобретений.

## Вклад в развитие радиотехники
После рассекречивания разработок Роя Виганта высокую оценку его деятельности дали такие известные ученые как Михаил Пупин, Эрнест Александерсон и Джорж Говард Кларк. Считается, что Рой Вигант впервые рассмотрел приём радиоволн как совокупность воздействия полезных сигналов и помех. Изобретения Виганта и технологический прорыв в дальней радиосвязи дал Америке и ее союзникам преимущество в ведении боевых действий во время Первой мировой войны.
В радиолюбительской литературе 1920—1930 годов Рой Вигант признаётся изобретателем усовершенствованного метода регулирования положительной обратной связи в регенеративном детекторном радиоприёмнике с помощью конденсатора переменной емкости. В массовом отечественном радиовещательном приёмнике 1930-х годов СИ-235 для регулирования положительной обратной связи был использован метод Виганта.
В 1920 году за достижения в радиотехнике, и в частности за систему борьбы с помехами при радиоприёме, Рой Вигант был награждён почетной Премией Морриса Либманна.